# Orden de San Gregorio Magno

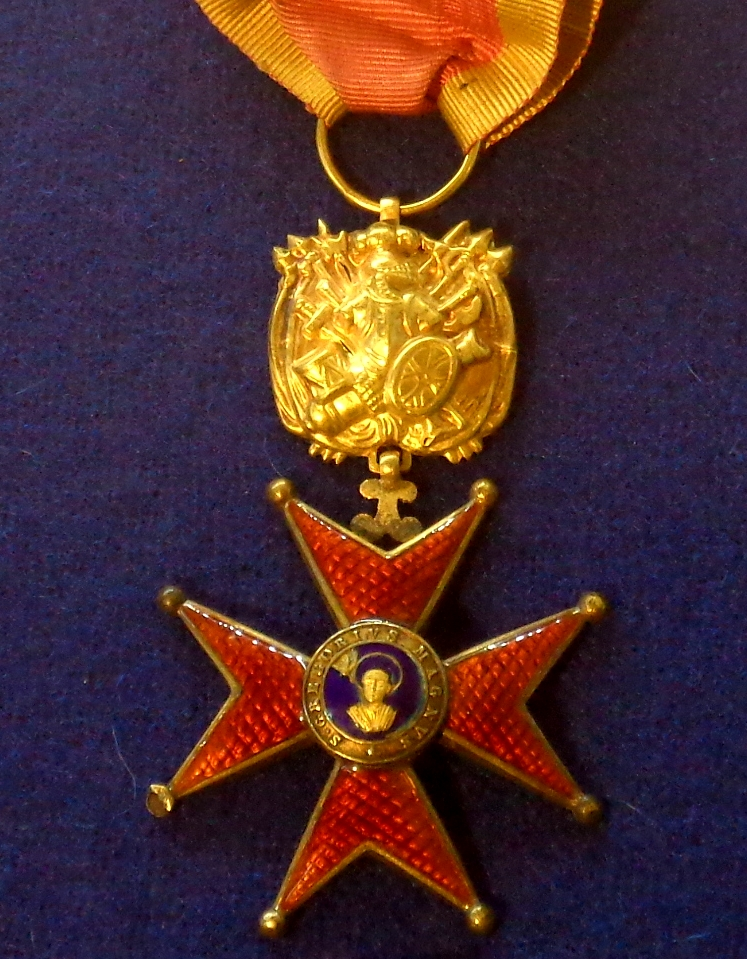
Insignia de Caballero de la división militar.

La Pontificia Orden Ecuestre de San Gregorio Magno (en latín: Ordo Sancti Gregorii Magni, en italiano: Ordine di San Gregorio Magno) fue establecida en 1831 por el papa Gregorio XVI.
La Orden de San Gregorio Magno o el Grande es una de las cinco Órdenes de Caballería de la Santa Sede. Este honor especial se otorga a hombres y mujeres de la Iglesia católica (y, a veces, en casos raros a los no católicos) en reconocimiento a su servicio personal a la Santa Sede y a la Iglesia católica, a través de sus labores habituales, su apoyo de la Santa Sede, y sus excelentes ejemplos expuestos en sus comunidades y sus países.

## Historia y nombramiento
La Orden de San Gregorio Magno fue establecida el 1 de septiembre de 1831 por el papa Gregorio XVI, siete meses después de su elección a ese puesto por el Colegio de Cardenales.
La toma de posición en poco tiempo del estado, en parte, que "señores de probada lealtad a la Santa Sede, que por razón de su nobleza de nacimiento y la fama de sus hechos o el grado de su generosidad, se consideran dignos de ser honrados por una expresión pública de estima por parte de la Santa Sede". El final del escrito declara que deben mantener progresivamente, por la acción meritoria continua, la reputación y la confianza que ya habían inspirado, y demostrar que son dignos del honor que se les había conferido, mediante la fidelidad inquebrantable a Dios y al soberano pontífice.
La concesión de la Orden de San Gregorio Magno no presenta obligaciones particulares sobre los destinatarios hacia la Iglesia católica, a excepción de los generales mencionados anteriormente.

## Las insignias
La Orden de San Gregorio Magno tiene cuatro "clases" en divisiones civiles y militares:
- Caballero / Dama Gran Cruz (KGCSG/DGCSG)
- Caballero Comendador con Estrella / Dama Comendadora con Estrella (KC*SG/DC*SG)
- Caballero Comendador / Dama Comendadora (KCSG/DCSG)
- Caballero / Dama (KSG/DSG)

Una cruz de ocho puntas, la insignia de la Orden, lleva una representación de San Gregorio en el anverso y en el reverso el lema Pro Deo et Principe (Para Dios y Gobernante). La cruz está suspendida de una cinta roja y dorada. En la heráldica eclesiástica, los legos galardonado con el alto grado de Gran Cruz puede mostrar una cinta roja y oro que rodea el escudo de armas personal, pero los destinatarios de los rangos inferiores colocan una cinta apropiada debajo del escudo. La diferencia entre la insignia civil y militar es que el primer grupo usa la cruz que cuelga de una corona verde de laurel, mientras que este último grupo usa la cruz que cuelga de un trofeo de armas.

## Vestimentas y accesorios
Un uniforme verde fue prescrito más tarde por el Papa Pío IX. El uniforme contiene un sombrero negro de fieltro castor decorado con cintas de seda negra, cuerda retorcida metálica plateada, botones y plumas de avestruz negro. La chaqueta, hecha de lana verde, está adornado con hilo metálico plateado, y tiene una cola, nueve botones de metal amarillo en el frente y tres botones en los puños y está forrado con satén negro. Finalmente, el traje contiene tirantes, varias rosetas amarillas y rojas, guantes de cuero blanco, y una espada corta con un mango hecho de nácar con un medallón de la orden al final.
Los Caballeros de la Gran Cruz llevan una banda y una insignia o estrella en el lado izquierdo del pecho; Los comandantes usan una cruz alrededor del cuello; y los Caballeros usan una pequeña cruz en el pecho izquierdo del uniforme:
|           |                      |                                   |                     |
| Caballero | Caballero Comendador | Caballero Comendador con Estrella | Caballero Gran Cruz |

## Miembros notables

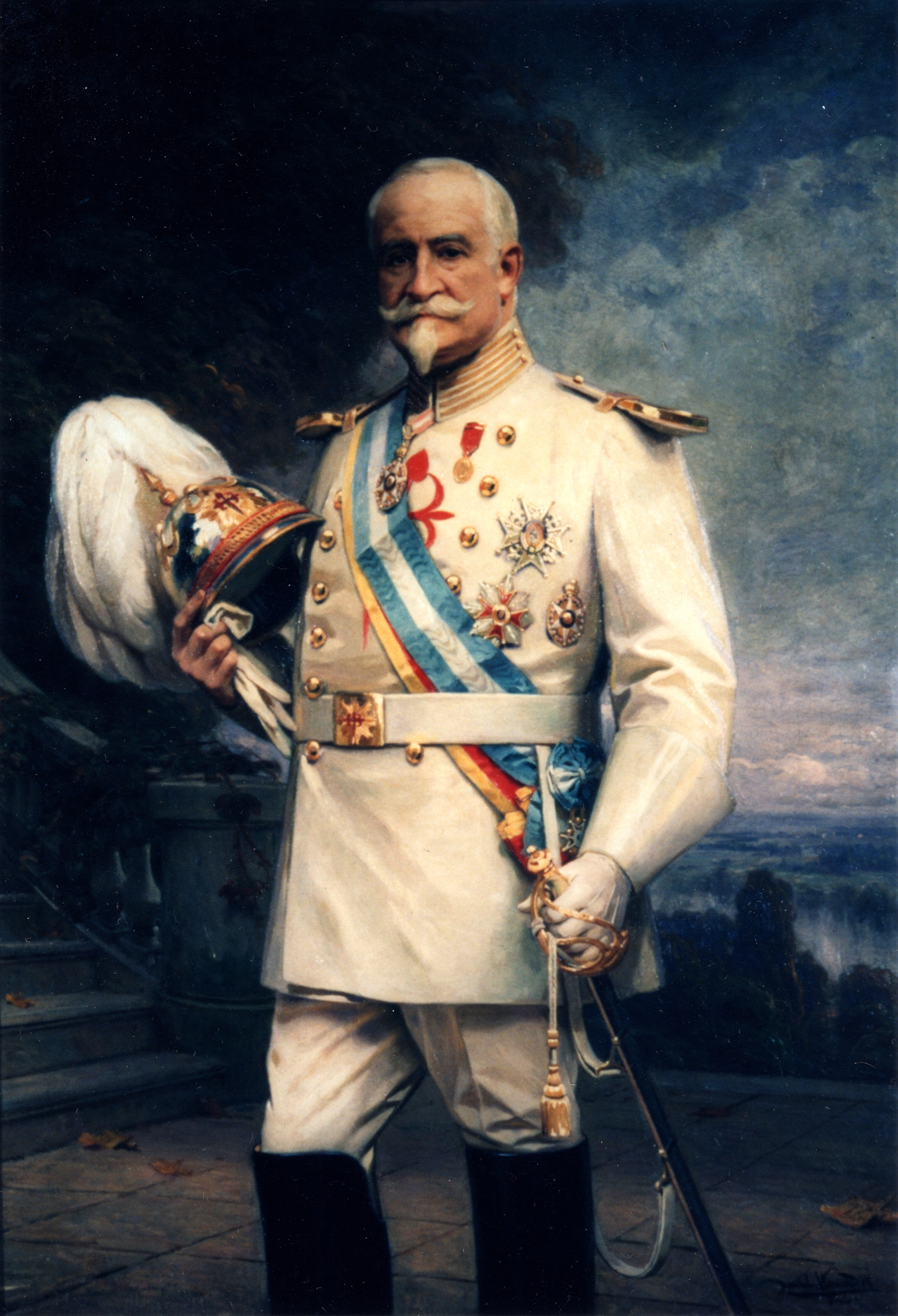
Juan Mariano de Goyeneche y Gamio, conde de Guaqui y grande de España, usando la Gran Cruz y la banda de la Orden de San Gregorio el Magno.

### Caballero/Dama Gran Cruz
- Riccardo Muti, director de orquesta italiano (2012).[6]
- Otón de Habsburgo-Lorena, archiduque Otón y jefe de la casa de Habsburgo-Lorena.[7]
- Abdón Cifuentes,  político chileno. [8]
- Rafael Carrera, Presidente de Guatemala (1860).
- Peter Cosgrove, militar y gobernador general de Australia (2013).[9]
- Agustín Muñoz y de Borbón, I duque de Tarancón y príncipe de Ecuador.[10]
- Alice von Hildebrand, profesora universitaria y teóloga católica belga-estadounidense (2013).[11]
- Carlos von Hügel, diplomático y militar austríaco.[12]
- João Carlos Saldanha de Oliveira Daun, 1.er duque de Saldanha, oficial y estadista portugués.[13]
- George Bowyer, 6.º Baronet, político británico.[14]
- Frank Hanna III, empresario y filántropo estadounidense.[15]
- Carlos, Condé de Limburg Stirum, político y filántropo belga[cita requerida].
- Rodrigo Augusto da Silva, diplomático y abogado brasileño.
- George Forbes, 7th Earl of Granard.[14]
- Christopher de Paus, conde y empresario noruego (1930).[16]
- Carlos Luís Fouché, duque de Otranto (1930).[16]
- Thomas Stonor, 7.º Barón Camoys, 2006, Caballero Gran Cruz, Lord Chamberlain[cita requerida].

### Caballero/Dama Comendador con Estrella
- G. K. Chesterton, Ensayista, poeta, novelista, periodista e historiador británico.[17]
- Francis Martin O'Donnell, diplomático irlandés de las Organización de las Naciones Unidas (2007).
- Gloria, Princesa de Thurn y Taxis, emprendedora alemana (2008).[18]
- Dolores Hope, filántropa y artista estadounidense.
- Arthur Calwell, ministro del gabinete australiano y líder del Partido Laborista[19].
- Wilfred Von der Ahe, empresario germano-estadounidense, fundador de la cadena de supermercados Vons (1998).
- Albert Gubay, empresario y filántropo galés, fundador de la cadena de supermercados Kwik Save (2011).
- Gilbert Levine, 2005, presentador americano.

### Caballero/Dama Comendador
- Rupert Murdoch, empresario estadounidense (1998).[20]
- John Hume, político norirlandés y co-receptor del Premio Nobel de la Paz (2012).[21]
- John J. Raskob, ejecutivo financiero y empresario estadounidense; propició la construcción del edificio Empire State.
- Roy E. Disney, ejecutivo estadounidense de The Walt Disney Company (1998).[20]
- Bob Hope, artista americano convertido al Catolicismo (1998).[20]
- Matt Busby, CBE, gerente del Manchester United.
- Oscar Niemeyer, arquitecto brasileño (1990).[22]
- Carol Benesch, arquitecta silesiana y rumanana[cita requerida].
- Patrick Burns, político y ranchero canadiense (1914)[cita requerida].
- Maurice Gerard Moynihan, 1959, secretario del Gobierno del Estado Libre Irlandés y el gobernador del Banco Central de Irlanda
- Marie-Thérèse Pictet-Althann, embajadora de la Soberana Orden de Malta (2014).
- Charles Poletti, gobernador de Nueva York y oficial del ejército a cargo de los asuntos civiles posteriores a la Segunda Guerra II en Italia (1945).
- Carlo Emmanuel Ruspoli, 3.º duque de Morignano, (2004).[23]
- Paul Salamunovich, conductor coral estadounidense y experto en canto gregoriano (1969).
- Roger Wagner, director de coro americano.
- Mordecai Waxman, 1998, Prominente rabino en el movimiento conservador.

### Caballero/Dama
- Adolfo Müller-Ury, retratista estadounidense nacido en Suiza (1923).
- Ricardo Montalbán, actor nacido mexicano nacionalizado estadounidense y filántropo (1998).[24]
- Henry Cooper, boxeador británico (1978).
- Emilio Komar, filósofo esloveno-argentino (1992).
- Luis Antonio Eguiguren Escudero, político y Abogado Peruano[cita requerida].
- Henryk Górecki, compositor polaco.
- Frank Patterson, tenor irlandés (1984).
- Joseph Ryelandt, compositor belga[cita requerida].
- Eunice Kennedy Shriver, filántropa estadounidense, fundadora de las Special Olympics (2006).[25]
- Michael Somare, primer ministro de Papúa Nueva Guinea (1992)[cita requerida].
- W. Patrick Donlin, juez estadounidense y Abogado Supremo de los Caballeros de Colón.
- Carl A. Anderson, Caballero Supremo de los Caballeros de Colón[cita requerida].
- Walter Annenberg, creador de TV Guide.[26]
- Július Binder, ingeniero y político eslovaco (2004).
- Thomas Bodkin, abogado, historiador del arte, coleccionista de arte y curador.[27]
- Joanna Bogle, periodista y autora británica (2013).
- Angelo Branca, juez canadiense (1977).
- Etienne J. Caire, empresario y político de Luisiana (1929).
- Frank Carson, comediante y filántropo irlandés.
- John A. Creighton, hombre de negocios y filántropo estadounidense (1898)[28]
- John Crichton-Stuart, 3rd Marquess of Bute.[14]
- Leo Crowley, director de la Corporación Federal de Seguro de Depósitos de Estados Unidos (1929).
- Isidore Dockweiler, filántropo y estadista (1924).
- Hector P. Garcia, Líder en los derechos civiles de los mexicano-estadounidense.
- Myles Keogh, soldado papal irlandés; sirvió por el Estados Pontificios y los Estados Unidos (1861).
- Leon Klenicki, rabino estadounidense que abogó por las relaciones interreligiosas (2007).
- Kenneth Langone, banquero de inversión estadounidense.
- Dorothy Leavey, filántropa estadounidense.
- Colin Mawby, director y compositor coral inglés (2006).[29]
- Alfred O'Rahilly, académico y autor irlandés (1954).
- Valentin J. Peter, editor germano-estadounidense (1950).
- Manuel de la Pila Iglesias, médico puertorriqueño (1932).
- Gil J. Puyat, Presidente del Senado de Filipinas, educador, empresario y filántropo.
- Ann Noreen Widdecombe, política británica.[30]
- Philip John Sheridan, Historiador y filántropo estadounidense.
- Joe Benton, Miembro del Parlamento por Bootle, UK.
- Micaela Portilla, antropóloga, historiadora española (1997)
- Robustiano Patron Costas, Empresario, político argentino (1965)